# Tekal de Venegas
Tekal de Venegas település és község Mexikó Yucatán államának középső részén, lakossága 2010-ben meghaladta a 2600 főt. Jelenleg a községhez hat település tartozik, de a községközponton kívüli ötben (San Felipe, El Crucero, Luis Echeverría, Tixcancal és Tixcancal Anexa) összesen csak 44 ember él.

## Fekvése
A település a Yucatán-félsziget északi részén helyezkedik el, Yucatán állam közepétől kissé északra. Teljes területe síkság, körülbelül a tenger szintje felett 10–16 méterrel. A talaj a mezőgazdasági művelés számára alkalmatlan. Az évi csapadékmennyiség 1000–1100 mm körül van, az átlaghőmérséklet 24–28 °C. Vízfolyások a területen nincsenek.

## Népesség
A település népessége a közelmúltban szinte folyamatosan nőtt, de volt időszak, amikor csökkent:
| Év   | Község lakossága |
| ---- | ---------------- |
| 1990 | 2225             |
| 1995 | 2318             |
| 2000 | 2310             |
| 2005 | 2464             |
| 2010 | 2606             |

## Története
A település alapításának ideje nem ismert. A spanyolok megérkezése előtt az Ah-Kin-Chel nevű kacikátushoz tartozott, majd az encomienda-rendszer részévé vált. 1576-ban Don Diego Brizeño volt birtokosa, 1698-ban Doña María de Mena y Ontiveros (hozzá 208 indián tartozott), 1756-ban pedig 965 indiánnal Don Diego García Rejón.

## Turizmus, látnivalók
A település turizmusa nem számottevő. Két jelentős építészeti emléke van: a San Pedro- és a San Román-templom. Múzeumai nincsenek.

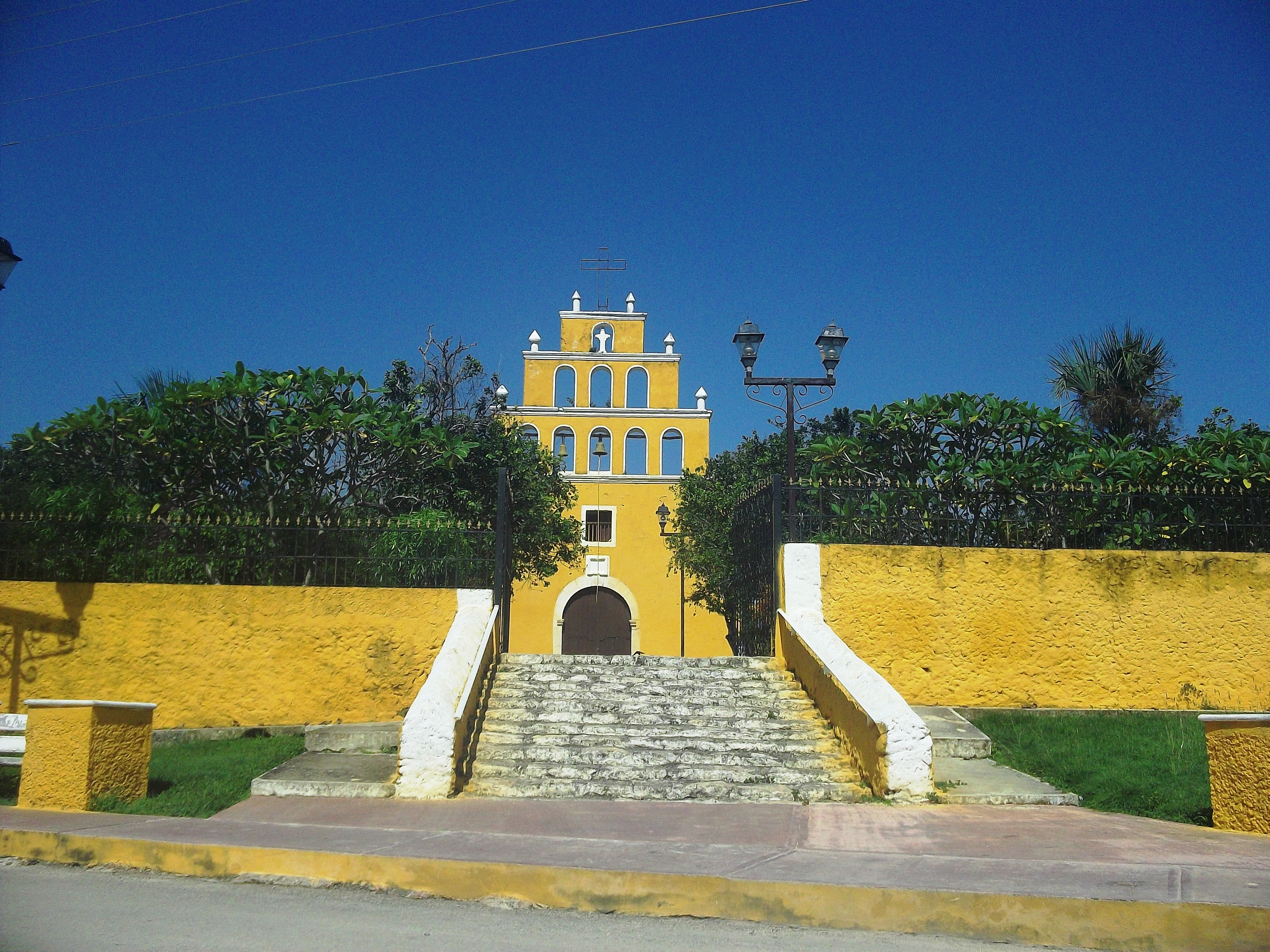
Tekal de Venegas fő temploma
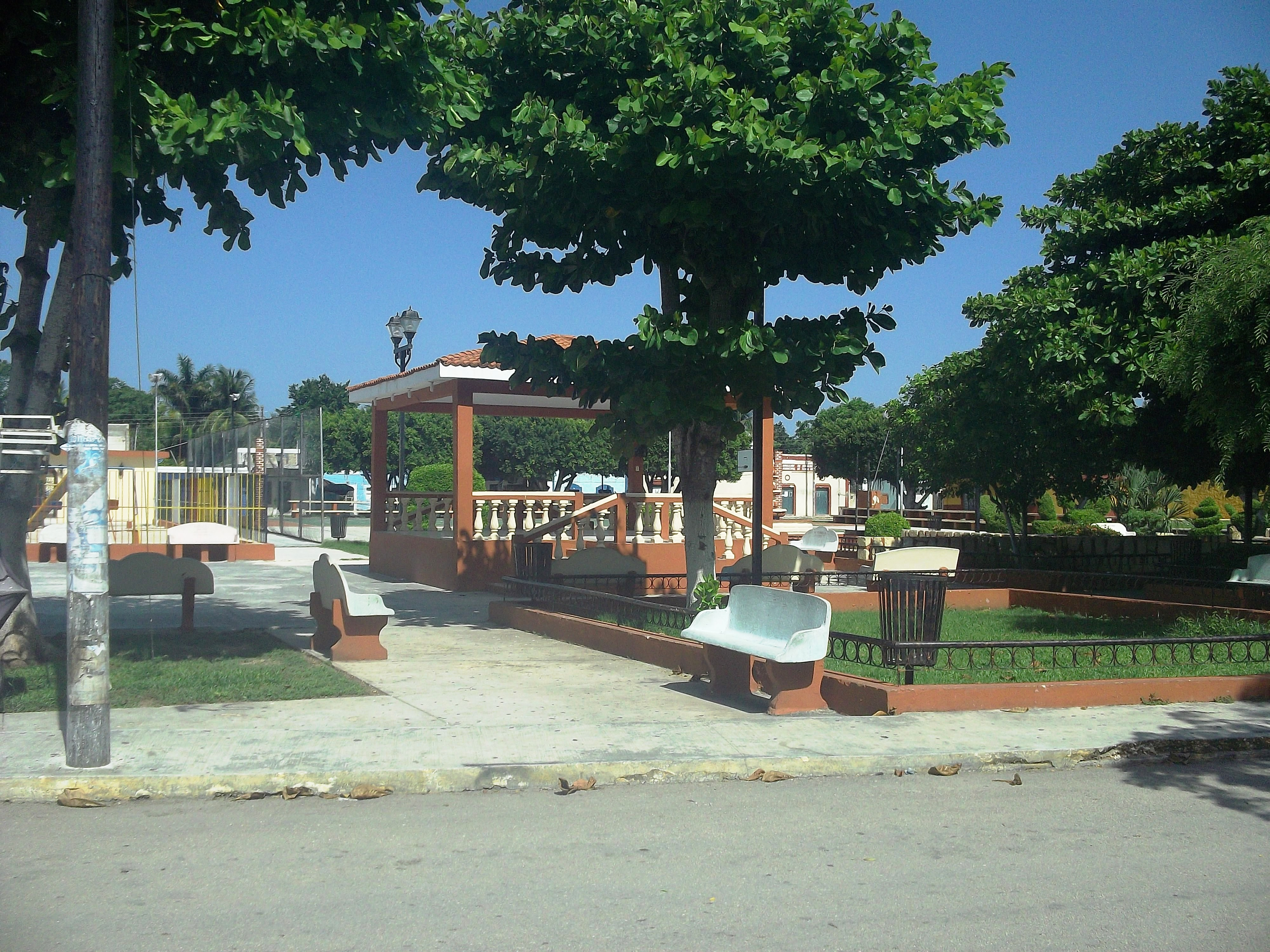
A központi park
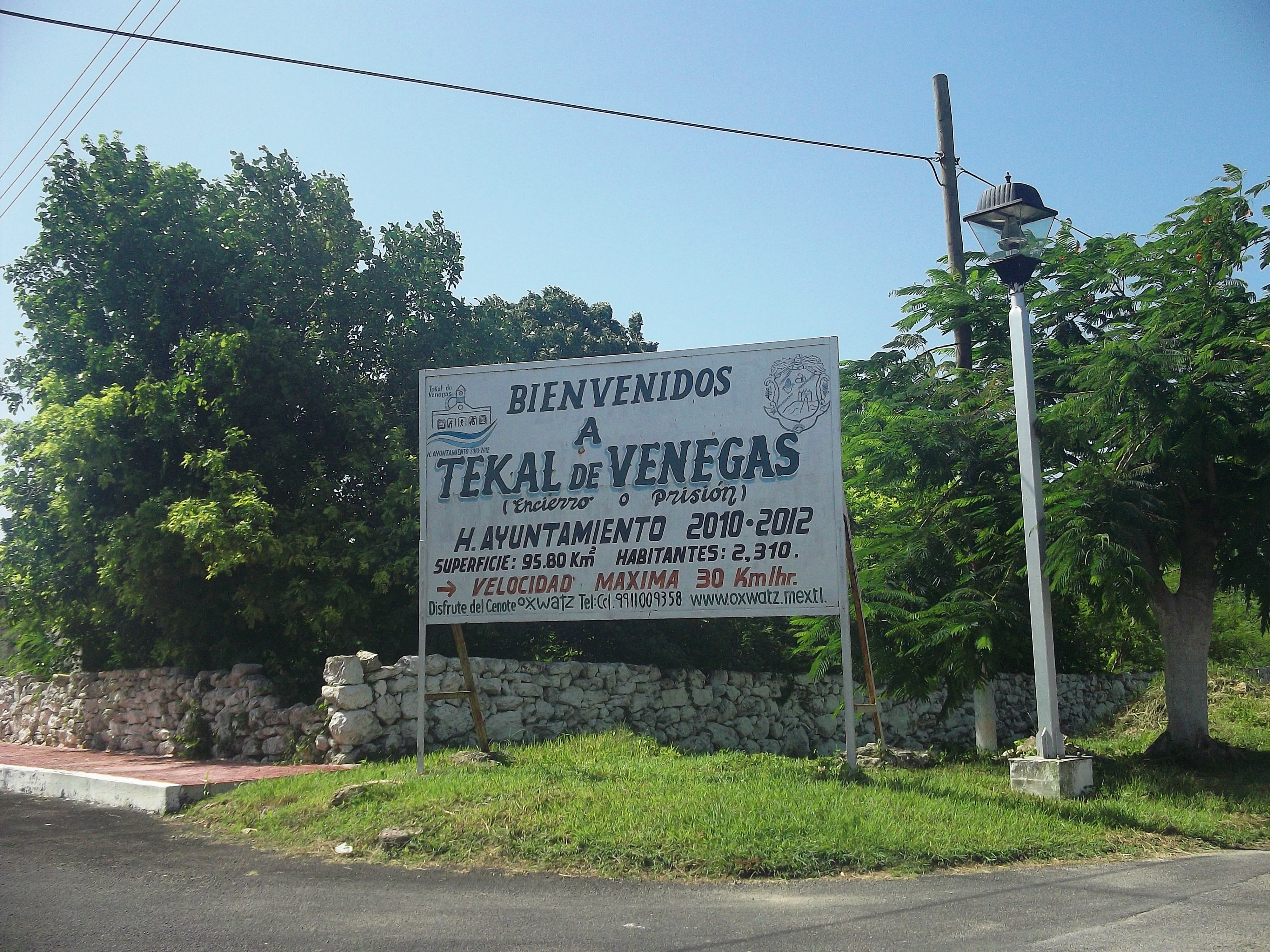
Korábbi üdvözlőtábla